# Джаки д’Алесандро
Джаки д’Алесандро (на английски: Jacquie D'Alessandro) е американска писателка на произведения в жанра исторически и съвременен любовен роман.

## Биография и творчество
Жаклийн „Джаки“ д’Алесандро е родена през 1960/61 г. в САЩ. Израства в Лонг Айлънд. Завършва университета „Хофстра“ в Лонг Айлънд.
Първият ѝ роман „Red Roses Mean Love“ (Червените рози означават любов) е издаден през 1999 г.
За произведенията си е удостоена с наградата на книжарите и наградата списание „Romantic Times“. Книгите ѝ са публикувани на повече от 20 езика.
Джаки д’Алесандро живее със семейството си в Ийтънтън, Джорджия.

## Произведения

### Самостоятелни романи
- Red Roses Mean Love (1999)
- Kiss the Cook (2000)
- The Bride Thief (2002)
- In Over His Head (2003)
- We've Got Tonight (2004)
- Touch Me (2009)
- Summer at Seaside Cove (2011)
- Paradise Found (2012)
- Summer Breeze (2016)

### Серия „Вихрушка“ (Whirlwind)
1. Whirlwind Wedding (2000)
Дар от съдбата, изд.: ИК „Ибис“, София (2013), прев. Стамен Стойчев
2. Whirlwind Affair (2002)

### Серия „Регентски истории“ (Regency Historical)
1. Who Will Take This Man? (2003)
2. Love and the Single Heiress (2004)
3. Not Quite a Gentleman (2005)
4. Never a Lady (2006)

### Серия „Хаос в Мейфеър“ (Mayhem in Mayfair)
1. Sleepless at Midnight (2007)
2. Confessions at Midnight (2007)
3. Seduced at Midnight (2009)
4. Tempted At Midnight (2009)

### Серия „Раят може да почака“ (Heaven Can Wait)
1. He's No Angel (2013)

### Участие в общи серии

#### Серия „Грешно легло“ (Wrong Bed)
27. A Sure Thing? (2003)
от серията има още 70 романа от различни автори

#### Серия „24 часа затъмнение“ (24 Hours Blackout)
- Why Not Tonight? (2005)

от серията има още 5 романа от различни автори

#### Серия „Прилив на адреналин“ (Adrenaline Rush)
2. Just Trust Me... (2006)
от серията има още 2 романа от различни автори

### Новели
- Mine at Midnight (2011)
- At Last (2011)
- Your Room or Mine? (2011)
- Heart's Desire (2012)
- Mistletoe and Mischief (2016)
- Blame It On Cupid (2017)
- The Magic Touch (2017)
- Sweet Indulgence (2017)

### Документалистика
- The World is My Litter Box (2013)
- The World is My Fire Hydrant (2013)